# تیم ملی والیبال زنان قبرس
تیم ملی والیبال زنان قبرس (انگلیسی: Cyprus women's national volleyball team) تیم ملی والیبال مختص زنان قبرسی است که به عنوان نماینده قبرس در رقابت‌های رسمی و دوستانه با حریفان به رقابت می‌پردازند.